# 하하의 19TV 하극상
《하하의 19TV 하극상》은 MBC MUSIC에서 방영되는 텔레비전 프로그램이며 2012년 9월 4일부터 2013년 4월 29일까지 방송된 후 폐지되었다.

## 출연자
- 하하
- 미노
- 주비트레인
- 박근식
- 송준근
- 구성애

## 결방 사유
- 2013년 1월 7일
- 2013년 1월 14일
- 2013년 1월 21일